# Deborah Lipstadtová
Deborah Ester Lipstadt (* 18. března 1947, New York City) je americká historička, profesorka moderního židovství a zkoumání holocaustu na Emory University, konzultantka United States Holocaust Memorial Museum a autorka knihy Popírání holocaustu. Sílící útok na pravdu a paměť (orig.: Denying the Holocaust: The Growing Assault on Truth and Memory).

## Popírání holocaustu
Celosvětovou proslulost jí přinesla právě výše zmíněná kniha o popírání holocaustu, v níž shrnula přehled údajných hlavních popíračů, jejich strategii a metody práce a jednoznačně vyjádřila názor, že dotyční jsou pseudovědci falšující historii a jako takoví by neměli dostávat prostor v seriózních novinách a diskusích. Jí označení popírači její postoj kritizují a viní Lisptadtovou z toho, že se bojí otevřené diskuse, ve které by si své názory nedokázala obhájit.
S knihou je nerozlučně spojen soudní proces mezi Lipstadtovou a britským spisovatelem Davidem Irvingem. Ten žaloval Lipstadtovou a vydavatelství knihy pro urážku na cti, kterého se měla dopustit tím, že jej v knize označila za popírače holocaustu, antisemitu a falšovatele dějin. V procesu, který upoutal pozornost celého světa, dosáhla Lipstadtová naprostého úspěchu, když soud odmítl Irvingovu žalobu s tím, že jej Lipstadtová tak označila zcela oprávněně.
Na druhé straně Lipstadtová vyjádřila názor, že by popírání holocaustu nemělo být trestné, a kritizovala Irvingovo uvěznění na základně rozsudku rakouského soudu z roku 2005.
V knize popírání holocaustu Lipstadtová tvrdí mimo jiné, že Jozef Tiso byl „nacistický válečný zločinec“ a navzdory tomu, že v úvodu považuje otázku „Je holocaust stejného druhu jako řada jiných aktů pronásledování a genocidy, například jako masakrování původních obyvatel Ameriky či „etnické čistky“ v Bosně?“ za zcela legitimní, tak v kapitole „Stráž nad Rýnem“ obviňuje ty, kteří srovnávají genocidu Arménů po první světové válce s genocidou Židů za druhé světové války ze „stírání morálních rozdílů“ a považuje je za podobně nebezpečné jako ty, kteří holocaust či některé jeho větší části zpochybňují, a důsledky jejich interpretace holocaustu jako jedné z řady genocid za stejné jako důsledky popírání holocaustu.

## Knihy
- Beyond Belief : The American Press And The Coming Of The Holocaust, 1933- 1945 (1993). ISBN 0-02-919161-0.
- Denying the Holocaust: The Growing Assault on Truth and Memory (1994). ISBN 0-452-27274-2; česky vyšlo jako Popírání holocaustu. Sílící útok na pravdu a paměť
- History on Trial: My Day in Court with David Irving (2005). ISBN 0-06-059376-8.